# Ruch Paniczny
Ruch Paniczny (fr. Mouvement panique) - ruch artystyczny utworzony w lutym 1962 przez Rolanda Topora, Alejandro Jodorowskiego, oraz Fernando Arrabala. Ruch został nazwany na cześć greckiego boga Pana. Inspiracją dla twórców był teatr okrucieństwa Antonina Artauda i Luisa Buñuela. Ruch Paniczny koncentrował się wokół surrealizmu. Happeningi paniczne w zamierzeniu miały szokować odbiorców. Jedno z przedstawień Ruchu, czterogodzinny performance zatytułowany "Melodrama Sacramental", wystawione na Paryskim Festiwalu Wolnej Ekspresji w 1965, zawierało sceny z nagą kobietą skąpaną w miodzie, ukrzyżowanym kurczakiem, deflorowaniem olbrzymiej pochwy czy obrzucaniem publiczności żywymi żółwiami. W późniejszych latach Arrabal i Jodorowsky tworzyli własne filmy. Jodorowsky wyreżyserował "Kreta", "Fando i Lisa", czy "Świętą Górę". Z kolei Arrabal stworzył "Viva la Muerte" i "J'irai comme un cheval fou". Roland Topor pisał sztuki teatralne, określane mianem "Teatr Paniczny". W ich skład wchodziły takie dramaty jak "Joko świętuje rocznicę", czy "Dzidziuś pana Laurenta". Ruch Paniczny został rozwiązany przez Jodorowskiego w 1973 roku.